# Acanthagrion adustum
Acanthagrion adustum là một loài chuồn chuồn kim trong họ Coenagrionidae.
Loài này được xếp vào nhóm loài ít quan tâm trong sách Đỏ của IUCN năm 2006.
Acanthagrion adustum được Williamson miêu tả khoa học năm 1916.